# 14555 Shinohara
14555 Shinohara este un asteroid din centura principală de asteroizi.

## Descriere
14555 Shinohara este un asteroid din centura principală de asteroizi. A fost descoperit pe 1 noiembrie 1997 la Kitami de Kin Endate și Kazuro Watanabe. Asteroidul prezintă o orbită caracterizată de o semiaxă mare de 3,08 ua, o excentricitate de 0,10 și o înclinație de 9,2° în raport cu ecliptica.